# Lanceoppia perezinigoi
Lanceoppia perezinigoi är en kvalsterart som först beskrevs av Hammer 1968.  Lanceoppia perezinigoi ingår i släktet Lanceoppia och familjen Oppiidae. Inga underarter finns listade i Catalogue of Life.